# Сайєд Мурад Хан
Сайєд Мурад Хан (*д/н —1789) — шах Ірану з січня до травня 1789.

## Життєпис

### Молоді роки
Походив з династії Занд. Син Алі Мурад Шаха, векіля ад-дауда (уповноваженого держави) Ірану (де-факто шах). Молоді роки провів спочатку в Ширазі, де здобув освіту. Згодом був разом з батьком у Кермані, де той обіймав посаду сардара. У 1779 перебрався до Ширазу, де продовжив навчання.
У 1781 зі сходженням на трон його батька, Сайєд Мурад Хан допоміг Алі Мурад Шаху швидко зайняти Ісфаган. Того ж року його призначено сардаром Ісфагану.
У 1782 призначено намісником провінції Фарс.
Після смерті батька у 1785 залишився при дворі нового правителя Джафар Шаха. Останній призначив Сайєд Мурад Хана сарбадаром Ширазу. Проте у 1788 його позбавлено посади та разом з родиною узято під нагляд.

### Правління
У 1789, скориставшись численними невдачами Джафар Шаха, влаштував заколот, в результаті чого 23 січня правителя було вбито. Після цього оголосив себе веуілем ад-дауда. Проте відразу проти нього виступив син вбитого — Лотфі Алі Шах, на бік якого перейшли мешканці Ширазу. Фактично Сайєд Мурад Хан опинився в облозі у фортеці Ширазу, де протримався 4 місяці. Після здачі, його було страчено. Новим володарем став Лотфі Алі Шах.